# 富永美衣奈
富永美衣奈（日语：／ Tominaga Mīna，1966年4月3日—），日本女性配音員、演員、歌手、藝人、旁白。出身於廣島縣廣島市西區己斐西町。身高162cm。O型血。

## 簡介
本名增本美子（増本 美子／ますもと よしこ），已婚，舊姓：富永。身高162cm。童星出身。
為人熟悉的配音代表作有長壽動畫《海螺小姐》的磯野鰹男、《麵包超人》的螺旋麵包超人&紅精靈。除了長壽動畫之外，有《HUNTER×HUNTER (新版)》的旋律、《D.Gray-man》的四、《魔法妖精貝露莎》主角貝露莎、《機動警察》系列主角泉野明、《鄰家女孩》的新田由加、《浪客劍心》的明神彌彥、《Smile 光之美少女！》的魔女莉娜、《風之谷》的拉絲黛兒、《靈異教師神眉》的細川美樹、《北斗神拳2》的琳兒、《相聚一刻》的七尾梢、《心跳今夜》的神谷曜子及《Hello Kitty》系列的咪咪等。
童星時期隸屬於劇團知更鳥，後經歷Project Review、大橋巨泉事務所、mintAvenue（2003年－2014年10月），2014年11月現在是東京俳優生活協同組合所屬。

### 來歷
富永在5歳時曾經和母親參加電影的試鏡會，然後在1971年以本名「富永美子」的名義參演神山征二郎執導的電影《有鯉魚的村子》（飾演祐子），作為童星在演藝界出道，同年加入兒童劇團「劇團知更鳥」，其後在電視劇《新娘就決定是妳了！》、《雷歐·奧特曼》或電視廣告多次演出。1975年，於美國電視影集《草原上的小屋》（飾演3女嘉莉）進行日語配音工作，正式在配音業界出道。1977年，投入動畫配音工作，第一次參加的作品是世界名作劇場之一的《浣熊拉斯卡爾》（飾演愛麗絲·史蒂文生）。
1980年代就讀日本大學櫻丘高等學校期間，參演《銀河漂流拜法姆》、《魔法妖精貝露莎》而廣為人知，往後奠定在配音業界的發展。日本大學藝術學院演劇學科時期人氣急遽上升，也擔任過大阪放送電台節目《動畫托比亞》的主持人。
1991年，於《勇者鬥惡龍 達伊的大冒險》收錄中突然激烈腹痛，而緊急住院。經過檢查的結果，確定罹患闌尾炎，雖然有住院進行治療，但這也是富永最後一次幫女主角瑪姆配音。
經過一段時間以來，她不只活躍於配音事業，也出現在廣播節目和模仿節目中，但是除了前面提到的《海螺小姐》和《麵包超人》以外，現在活躍於旁白的工作。像是許多受歡迎的綜藝節目和長壽綜藝節目《開運鑑定團》、《動物異想天開》、《旅人日誌》及《突如其來！黃金傳說。》等等均有參加。
2018年，獲得第12屆聲優Awards高橋和枝獎。

## 繼承
在富永將近40年的演藝生涯近中，她由於各種原因經常代替配音或作為準班底在節目中出現，以及業界的前輩、同事因為辭職或者死亡，而升任成為正式班底的經歷。
- 1995年：在動畫《小紅帽恰恰》中，富永原本是幫白雪老師、海坊子這群配角獻聲，但是到了後期（第58話），大坪純子（日语：大坪純子）因為從杜蘿茜的配音工作中卸任，所以從第60話開始富永也繼承了杜蘿茜的角色[注 4]。
- 1998年：在動畫《海螺小姐》中，稍早1989年潘惠子因為即將分娩，而卸下了要角伊佐坂浮江的配音工作，由富永繼承[9]，還有固定配角有早川、美雪、及野澤理香的母親她通通都有參加[10]。1998年5月14日，磯野鰹男的第2任配音員高橋和枝（日语：高橋和枝）由於身體不適的情況而卸任沒多久，在次年1999年3月23日去世[11]，因此鰹男的聲音現在是由富永擔任[12][注 5]。
- 1999年：在動畫《麵包超人》中，富永一開始是擔任螺旋麵包超人和其他配角的聲音。1999年8月至9月間，曾代替柳澤三千代演咖哩麵包超人[注 6]。
- 2018年：也是在動畫《麵包超人》中，2017年11月16日，鶴弘美病逝，從2018年1月26日的播出集數開始，富永一人分飾二角演螺旋麵包超人和紅精靈[13][注 7]。還有，同年9月，富永在《羅布·奧特曼》之後的超人力霸王系列中繼承了布斯卡配音的職務，而這也是她自《雷歐·奧特曼》已來首度以配音員的身份在超人力霸王系列登板[14]。
- 2019年：在綜藝節目《有吉君的正直散步》的旁白工作方面，由於增岡弘身體不適，因此7、8月間由富永代替擔任。但是次年2020年，增岡的身體狀況更加惡化，於2、3月間又再度擔任。

## 藝名記法
一開始是使用本名「富永美子」
，小學時期在算命師的建議之下改名「富永」。在那之後才改用現在的藝名「富永」。目前，在她所屬的經紀公司資料頁面上用顯示。

## 興趣
興趣：高爾夫、釣魚。

## 人際關係

### 私生活
1990年與同行矢尾一樹結婚，後來離婚。2001年8月與吉本興業的演員增本庄一郎結婚，次年2002年1月產下長女。產後曾經有一段逸事，那就是在分娩後2天後她就參加了《海螺小姐》的錄音工作，原本打算在計劃的日期之前和之後請產假，但由於必須參加，因此出產時間比計劃的日期還要早。2005年又產下長一子，現為2個孩子的母親。

### 海螺小姐
2014年1月27日，長年聲演磯野波平的永井一郎去世，在永井的告別式上，富永與加藤綠2人一起為永井悼詞。當時，富永以磯野鰹男的聲音含淚地朗讀說「我愛我的父親啊。我想受到你更多的責罵。我想跟你一塊洗澡」。
2015年11月25日，飾演中島的白川澄子也去世，富永一驚的表示「突然的訃聞讓我感到非常驚訝。在工作室裡隨時都會聽到妳那溫柔的聲音，說真的我很寂寞。我為白川姐祈禱冥福。」，最後用鰹男的聲音說了一句「中島！中島！我們永遠都是朋友吧！」。

### 其他業界
日本大學藝術學院時期，雙人漫才組合爆笑問題的太田光、田中裕二是富永的學長。而富永本身對同一科系的學生有名人過於敏感，原因是在校園裡太田老是糾纏著她說『～～看我這裡』。
與笠原弘子是因為參加她的音樂會，建立親密友誼而聞名。

## 逸事
- 2017年的時候，富永將家務和育兒的事情列為優先事項，並要求另一方避免在下午5點至晚上7點之間進行工作[7]。
- 希望自己也能在《名偵探柯南》中出演[7]，2018年於《名偵探柯南：零的執行人》中第一次特別出演[19]，之後亦在2025年再次在動漫中，出演阿曼達·休斯這一角色。
- 包括插入歌在內，《綿之國星》是她當歌手的出道作品[7]。
- 首次以歌手身份推出歌曲時，與富永會唱歌的配音同事只有小山茉美而已，因此在她自己以歌手出道時，作為偶像歌手出道的配音員沒有那麼受歡迎。但是讓本人自己覺得不可思議的是，當配音員竟然得到了粉絲們的支持[7]。
- 富永在10多歲的時候，配音員這個單詞並不存在，本人形容只是「從事『配音工作』的演員」。但是在她16歲動畫的工作量增加的背後，出現一種情況是年紀只有10多歲從事配音工作的人並不多。
- 同樣也是在她10多歲的時候，參加像OVA的促銷活動時，對年紀很小的配音員有興趣的人相當稀少，因此，每一場活動會有相同的粉絲經常來參加[7]。
- 10多歲開始經常參加外國電影的日語配音，由於錄音的工作是訂在星期六和星期日進行，因此對她而言可以方便上學。2017年在一次採訪中，她記得在劇團知更鳥的時代，當時帶領她的人是該劇團的代表西村子[7]。
- 後來，有外界說她是因OVA《BIRTH（日语：BIRTH (OVA)）》的促銷活動，引起了粉絲們的認知[7]。
- 以前有推出寫真集《Perfect Mina》的黑歷史。截至2017年還沒有被扔掉，只保留了一本，只是保存的箱子上寫著「我不想打開它」。至於寫真集，她很丟臉的說「我真的不想看它。那時的我很胖也不漂亮」[7]。
- 自1980年代以來一直持續參加配音的工作，因此在1990年代，她經常被視為配音界的姐姐[7]。
- 曾經想當記者而參加試鏡，作為大橋巨泉事務所的相關人士，在《奔跑吧！歌謠曲（日语：日野ミッドナイトグラフィティ 走れ!歌謡曲）》節目中出現她覺得很榮幸[7]。
- 作為配音員，可以在歌曲、廣播、專輯中扮演許多的角色，而且還能搶到1990年代聲優熱潮的頭香[7]。在2017年的一次訪談中提到「當演員充當配音員，而配音員充當演員時，演員和配音員變得無國界更自然」[7]。

## 演出
粗體字表示主要角色。

### 電視動畫
1975年
- 蜜蜂瑪雅歷險記（日语：みつばちマーヤの冒険）

1977年
- 浣熊拉斯卡爾（愛麗絲·史蒂文生[20]）

1978年
- 星星王子 小王子（日语：星の王子さま プチ・プランス）（瑪麗、多米諾公主）

1979年
- 海底超特急（日语：海底超特急マリンエクスプレス）（皮諾可）
- 哆啦A夢 (大山羨代版)（少女）

1981年
- 福星小子 (1981年版)（安奈）

1982年
- 心跳今夜（神谷曜子）

1983年
- 銀河漂流拜法姆（克萊爾·巴布蘭德）
- 喬琪姑娘（日语：ジョージィ!）（維奇）

1984年
- （南田美子）
- 魔法妖精貝露莎（速水貝露莎）

1985年
- 鄰家女孩（篠塚香織、新田由加）

1986年
- 青春動畫全集（日语：青春アニメ全集）（富美子〈少女時期〉）
- 波士可的冒險（日语：ボスコアドベンチャー）（瑪雅）
- 魔法偶像粉彩筆由美（日语：魔法のアイドルパステルユーミ）（塗鴉丸）
- 相聚一刻（七尾梢）

1987年
- 城市獵人（麻生霞）
- 陽光普照（日语：陽あたり良好!）（太田瑪麗亞）
- 聖魔大戰（愛然輝夜）
- 北斗神拳2（琳兒（日语：リン (北斗の拳)））
- 妙手小廚師（白川理惠）

1988年
- 城市獵人2（麻生霞）
- 麵包超人（つみれちゃん、〈第4代〉、牛奶焦糖、〈第2代〉、姬〈代替〉、蝸牛媽媽、〈第2代〉 等）
- 比利犬（日语：ビリ犬）（雨森哲夫）

1989年
- 機動警察（泉野明）
- 海螺小姐（伊佐坂浮江〈第2代〉、早川〈第4代〉、美幸〈第2代〉、〈第2代〉、野澤理香的母親）
- 比利犬商會（雨森哲夫）

1990年
- 麵包超人：拯救南海！（日语：みなみの海をすくえ!）（陽光公主）
- 快樂的嚕嚕米一家（ニンニ）

1991年
- 動畫秘密花園（瑪麗·倫諾克斯）
- 麵包超人（たまごどんまん）
- 勇者鬥惡龍 達伊的大冒險 (1991年版)（瑪姆[21]）

1992年
- 夢幻冒險 長靴貓的冒險

1993年
- 麵包超人（牛奶糖媽媽、陽光公主）

1994年
- 小紅帽恰恰（桃樂絲、阿雪 等）
- 麵包超人（螺旋麵包超人）
- DNA²（葵華琳）

1995年
- 熊之噗太郎（日语：クマのプー太郎）（觀音大人）
- 守護天使莉莉佳（宇崎裕子）

1996年
- 鬼太郎 (第4作)（瞳）
- 烏龍派出所（惠、橘葵）
- 靈異教師神眉（細川美樹）
- 浪客劍心（明神彌彥）

1997年
- 麵包超人（生起司〈初代〉、烤雞肉串〈第2代〉）

1998年
- 銀河漂流拜法姆13（克萊爾·巴布蘭德）
- 海螺小姐（磯野鰹男〈第3代〉）
- 麵包超人（しろかぶくん）
- 鄰家女孩 Miss Lonely Yesterday 在那之後的你…（新田由加）
- 甜蜜小天使 (1998年版)（媽媽）
- 遊☆戲☆王（愛琳·拉歐）

1999年
- 金田一少年之事件簿（香川小梅）
- 烏龍派出所（百合子）
- 麵包超人（咖哩麵包超人〈代替〉）
- 仙魔大戰2000（日语：ビックリマン2000）（尊）

2001年
- 妙妙魔法屋（三編）
- 彗星公主（藤吉沙也加）
- 幻影天使（草摩利津）

2002年
- 麵包超人（雞蛋公主〈第2代〉、超甜咖喱麵包超人）
- 尋找滿月（和美·富蘭克林）

2003年
- 原子小金剛 (2003年版)（小熊）

2004年
- 陸奧圓明流外傳 修羅之刻（阿涼）
- 妄想代理人（海鷗）

2005年
- 涼風（朝比奈涼音）

2006年
- D.Gray-man（四）

2007年
- 甜點兔系列（女王修庫雷·女王阿爾）

2008年
- 麵包超人（海綿小子〈第2代〉）
- 洋葱和尚朝太郎（日语：ねぎぼうずのあさたろう）（火球阿徹）
- 波菲的漫長旅程（瑪麗安妮）

2011年
- 丸少爺（デンさん）

2012年
- Smile 光之美少女！（魔女莉娜）
- 釣球（海）
- HUNTER×HUNTER (新版)（旋律）

2014年
- 宇宙浪子（SKIP傑克[22]）

2016年
- 制約之絆（瑠瑠的母親）
- 麵包超人（牛奶小子〈代替→第2代〉）

2017年
- 麵包超人（グーパンダ）

2018年
- 麵包超人（紅精靈〈第2代〉[13]）
- 深夜！天才傻鵬（日语：深夜!天才バカボン）（助手）

2025年
- 名偵探柯南（阿曼達·休斯）

### 電影動畫
1979年
- 神龍之子太郎（綾）

1984年
- 風之谷（拉絲黛兒[23]）
- 爸爸媽媽再見（日语：パパママバイバイ）（香織）
- 綿之國星（日语：綿の国星）（矮子貓）

1988年
- 聖魔大戰：無緣區域的寶藏（愛然輝夜）

1989年
- 機動警察劇場版（泉野明）

1992年
- 勇者鬥惡龍 達伊的大冒險：站起來!! 阿邦的使徒（日语：ドラゴンクエスト ダイの大冒険 起ちあがれ!!アバンの使徒）（瑪姆）
- 勇者鬥惡龍 達伊的大冒險：突破吧!! 新生6大將軍（日语：ドラゴンクエスト ダイの大冒険 ぶちやぶれ!!新生6大将軍）（瑪姆）

1993年
- 機動警察劇場版Ⅱ（泉野明）

1994年
- 麵包超人：莉莉卡與魔幻魔法學校（日语：それいけ!アンパンマン リリカル☆マジカルまほうの学校）（皮皮）

1995年
- 麵包超人：打倒幽靈船!!（日语：それいけ!アンパンマン ゆうれい船をやっつけろ!!）（螺旋麵包超人）
- 麵包超人：麵包超人與快樂的誕生日（日语：それいけ!アンパンマン ゆうれい船をやっつけろ!!#それいけ!アンパンマン アンパンマンとハッピーおたんじょう日）（雲）

1996年
- 麵包超人：飛行繪本與玻璃鞋（日语：それいけ!アンパンマン 空とぶ絵本とガラスの靴）（螺旋麵包超人）
- 麵包超人：細菌人與3倍拳（日语：それいけ!アンパンマン 空とぶ絵本とガラスの靴#それいけ!アンパンマン ばいきんまんと3ばいパンチ）（螺旋麵包超人）
- (超) 劇場版！靈異教師神眉（細川美樹）

1997年
- 麵包超人：彩虹金字塔（日语：それいけ!アンパンマン 虹のピラミッド）（螺旋麵包超人）
- 麵包超人：我們都是英雄（日语：それいけ!アンパンマン 虹のピラミッド#それいけ!アンパンマン ぼくらはヒーロー）生起司）
- 靈異教師神眉：午夜0點，神眉必死！（細川美樹）
- 靈異教師神眉：恐怖的暑假！妖海傳說（細川美樹）
- 浪客劍心：給維新志士的安魂曲（明神彌彥）

1998年
- 麵包超人：將雙手舉向太陽（日语：それいけ!アンパンマン てのひらを太陽に）（螺旋麵包超人）

1999年
- 麵包超人：當勇氣之花朵綻放時（日语：それいけ!アンパンマン 勇気の花がひらくとき）（螺旋麵包超人、老師）

2000年
- 麵包超人：炒麵麵包人與黑色仙人掌人（日语：それいけ!アンパンマン 人魚姫のなみだ#それいけ!アンパンマン やきそばパンマンとブラックサボテンマン）（螺旋麵包超人）

2002年
- WXIII 機動警察（日语：WXIII 機動警察パトレイバー）（泉野明[24]）
- 麵包超人：螺旋與夢拉浮雲城的秘密（日语：それいけ!アンパンマン ロールとローラ うきぐも城のひみつ）（螺旋麵包超人）

2003年
- 第15部：紅寶的願望（日语：それいけ!アンパンマン ルビーの願い）（奧蘿拉公主）

2004年
- 麵包超人：夢貓王國的喵咪（日语：それいけ!アンパンマン 夢猫の国のニャニイ）（螺旋麵包超人）
- （螺旋麵包超人）

2006年
- 第18部：生命之星朵莉（日语：それいけ!アンパンマン いのちの星のドーリィ）（螺旋麵包超人）

2008年
- 真救世主傳說 北斗神拳ZERO 拳四郎傳（日语：真救世主伝説 北斗の拳）（沙夜）
- 麵包超人：妖精琳琳的秘密（螺旋麵包超人）

2013年
- 劇場版 HUNTER×HUNTER -The LAST MISSION-（旋律[25]）

2018年
- 名偵探柯南：零的執行人（岩井紗世子）
- 麵包超人：閃耀吧！庫倫與生命之星（日语：それいけ!アンパンマン かがやけ!クルンといのちの星）（紅精靈、螺旋麵包超人)

2019年
- 麵包超人：閃爍吧！冰之國的香草公主（日语：それいけ!アンパンマン きらめけ!アイスの国のバニラ姫）（紅精靈）

### OVA
年份不詳
- Hello Kitty系列（咪咪〈第3代〉）

1984年
- BIRTH（日语：BIRTH (OVA)）（木星·拉薩）

1985年
- 輕井澤症候群（日语：軽井沢シンドローム）（津野田繪里）
- JUSTY（日语：ジャスティ (漫画)）（阿斯塔利斯·貝加）
- Babi Stock I 永無止境的標的（姆瑪）
- 無限地帶23（村下智美）

1986年
- 加州危機 追擊的槍火（日语：カリフォルニア・クライシス 追撃の銃火）（瑪莎）
- Babi Stock II The Revenge of Eyesman 愛之鼓動的彼方（姆瑪）
- 艷姿 魔法三人娘（日语：ぴえろ魔法少女シリーズ）（速水貝露莎）

1987年
- 學園特搜光音（日语：学園特捜ヒカルオン）（椎名彌生）
- THE 武士（日语：ザ・サムライ#OVA版）（血祭淺木）
- 曙光Q 交錯的時空 REFLECTION（日语：トワイライトQ#時の結び目 REFLECTION）（紀和子）
- 魔女俱樂部4人组 來自亞空間的外星人X（速水貝露莎）

1988年
- 機動警察（泉野明）
- 瑪丹娜 炎之老師（日语：マドンナ (漫画)）（土門真子）

1989年
- 妖魔（日语：妖魔 (漫画)）（妖）

1990年
- A.D.POLICE（日语：A.D.POLICE）（艾莉絲·嘉拉）
- 孔雀王2 幻影城（月読）
- 湘南爆走族6 GT380史（七瀨佳苗）

1991年
- 究極超人R（日语：究極超人あ〜る）（堀川椎子）
- 有閑俱樂部 狗貓完整HOW麻吉（黃櫻可憐）

1992年
- 變色龍（日语：カメレオン (漫画)）（淺岡光）
- Kennel所澤（知賀子）
- D-1 DEVASTATOR（日语：D-1 DEVASTATOR）（星野奈美）
- 花平火箭炮（日语：花平バズーカ）（梅菲斯特·彈斯）
- 有閑俱樂部 來自香港的愛（黃櫻可憐）

1994年
- 誕生 ～Debut～（日语：誕生 〜Debut〜）（伊東亞紀）
- MAPS（日语：マップス (OVA)#1994年（KSS）版）（利普拉多·古艾斯）

1995年
- DNA²（葵華琳）

1998年
- 靈異教師神眉 決戰！陽神術vs壁男（細川美樹）
- 靈異教師神眉 校園七大不可思議，小美怪談（細川美樹）

1999年
- 靈異教師神眉 史上最大激戰！絕鬼來襲!!（細川美樹）

2001年
- 浪客劍心 星霜篇（明神彌彥）

2012年
- 浪客劍心 新京都篇（明神彌彥）[注 10]

### 遊戲
1991年
- L-DIS（日语：エルディス）

1992年
- 改造町人零3（日语：改造町人シュビビンマン）（卡皮子）
- 攔截者（日语：スナッチャー）（美嘉·史萊頓、凱撒琳·吉布森）
- TRAVEL艾普爾（艾普爾）

1993年
- 機動警察 ～格里鋒篇（泉野明）
- D-1 DEVASTATOR（日语：D-1 DEVASTATOR）（星野奈美）

1994年
- 美少女雀士（日语：アイドル雀士スーチーパイ）（佐佐木留美）
- 誕生 ～Debut～（日语：誕生 〜Debut〜）（藤村沙織[注 11]、伊東亞紀[注 12]）
- Monster Maker 闇之龍騎士（日语：モンスターメーカー）（迪亞涅）

1995年
- 美少女雀士Special（佐佐木留美）
- 美少女雀士imited（佐佐木留美）
- 美少女雀士Remix（佐佐木留美）
- 空想科學世界（フィービー）[注 13]

1996年
- 美少女雀士II Limited（佐佐木留美）
- 越南大戰（索菲亞教官）
- Last Bronx -東京番外地-（日语：ラストブロンクス -東京番外地-）（草波理沙）

1997年
- 賽馬大亨3（日语：ウイニングポスト3）（富野美衣）
- 靈異教師神眉（細川美樹）
- 浪客劍心 十勇士陰謀篇（明神彌彥）

1998年
- 美少女雀士 發售5週年紀念 超～限定版○得套組（佐佐木留美）
- 瑪莉的鍊金工房 ～薩爾博格之鍊金術士2～（弗羅馬修·布雷馬）
- DEBUT21（日语：誕生 〜Debut〜）（伊東亞紀）

1999年
- 大盜五右衛門 雙六之魂（日语：ゴエモン もののけ双六）（黑兵衛）

2000年
- 機動警察 ～Game Edition～（日语：機動警察パトレイバー 〜ゲームエディション〜）（泉野明）
- 大盜五右衛門 冒險時代活劇（日语：冒険時代活劇ゴエモン）（女將）

2001年
- 大盜五右衛門 大江戶大回轉（日语：がんばれゴエモン〜大江戸大回転〜）（黑兵衛）
- 格鬥天王2001（安琪（日语：アンヘル (KOF)））

2011年
- 浪客劍心 再閃（明神彌彥）

2012年
- 浪客劍心 完醒（明神彌彥）

2013年
- 超級機器人大戰Operation Extend（泉野明）

2014年
- 魔法氣泡俄羅斯方塊（O）

2018年
- 超級機器人大戰X-Ω（日语：スーパーロボット大戦X-Ω）（泉野明）

2019年
- 勇者鬥惡龍XI 尋覓逝去的時光S（預言者[26]）

### 外語配音

#### 電影
- 清秀佳人（黛安娜·貝利〈史凱勒·葛蘭特（英语：Schuyler Grant）〉）※富士電視台版。
  - 清秀佳人2（英语：Anne of Green Gables: The Sequel） ※VHS版。
- 狗偵探（英语：Benji (1974 film)）（辛蒂·查普曼〈辛西婭·史密斯〉）
- 城市獵人（槙村香（日语：槇村香）〈王祖賢〉）※富士電視台版。
- 緊急追捕令 ※朝日電視台版。
- 小生護駕（英语：For Love or Money (1993 film)）（安迪·哈特〈嘉伯莉·安沃（英语：Gabrielle Anwar）〉）
- 機靈狗班吉（英语：For The Love Of Benji）（辛蒂·查普曼〈辛西亞·史密斯〉）※TBS版。
- 哥吉拉 最後戰役（溫哥華的孩子）
- 禁忌的遊戲（波萊特〈布麗吉特·佛西（英语：Brigitte Fossey）〉）※朝日電視台版。
- 電光飛鏢俠（英语：Krull (film)）（萊莎〈莉塞特·安東尼（英语：Lysette Anthony）〉）
- 兩小無猜（美樂蒂·珀金斯〈崔西·海德（英语：Tracy Hyde）〉）※LD版[注 14]。
- 紙月亮（艾迪·洛金斯〈塔特姆·奧尼爾〉）※朝日電視台、TBS版[注 15]。
- 暴力先鋒（英语：Murphy's Law (film)）（阿拉貝拉·麥吉〈凱薩琳·威爾赫特（英语：Kathleen Wilhoite）〉）※富士電視台版。
- 萘婭（法语：Néa）（西比勒·阿什比〈安·撒迦利亞（英语：Ann Zacharias）〉）※東京電視台版。
- 重返奧兹國（英语：Return to Oz）（奧兹瑪公主〈艾瑪·里德利〉）※劇院公映版（Pony Canyon、萬代）。
- 週末夜狂熱 ※朝日電視台版。
- 計程車司機（艾莉絲·“簡單”·史汀斯瑪〈茱蒂·佛斯特〉）※TBS版。
- 少狼（麗莎·“布夫”·馬可尼〈蘇珊·烏西蒂（英语：Susan Ursitti）〉）※朝日電視台版[注 16]。
- 荒野家族歷險記（英语：The Adventures of the Wilderness Family）（珍妮·羅賓遜〈霍莉·福爾摩斯〉）※朝日電視台版。
- 夜魔水晶（英语：The Dark Crystal）（奇拉〈麗莎·馬克斯韋爾（英语：Lisa Maxwell (actress)）〉）※VHS版。
- 浩劫後（英语：The Day After） ※朝日電視台版。
- 大法師（麗肯·麥可尼爾（英语：Regan MacNeil）〈琳達·布萊爾〉）※TBS版。
- 真善美（馬爾塔〈黛比·透納（英语：Debbie Turner）〉／路易莎〈希瑟·孟席斯〉）※前者為朝日電視台、富士電視台版，後者為影碟版。

#### 電視影集
- 艾莉的異想世界 (第3季)（霍普·莫西〈艾莉西亞·維特〉）
- 神探可倫坡 (第2季)（奧黛麗）※日本電視台版。
- CSI犯罪現場：邁阿密 (第9季)（伊馮娜·埃爾南德斯）
- 阿爾卑斯山的少女（海蒂） ※少年電視劇系列（日语：少年ドラマシリーズ）BBC版。
- 大長今（張德〈金麗珍〉）※NHK-BS2版。
- 法網遊龍：犯案動機（英语：Law & Order: Criminal Intent）（特魯迪·佩爾馬倫斯基）
- 草原小屋（英语：Little House on the Prairie (TV series)）（嘉莉·英格斯（英语：Carrie Ingalls）〈林賽與西德尼·格林布什（英语：Lindsay and Sidney Greenbush）〉）
- 無敵女金剛 (第3季)（英语：The Bionic Woman）

#### 動畫
- 鼠來寶 (1983年電視動畫)（英语：Alvin and the Chipmunks (1983 TV series)）（布列塔尼）
- 極限高飛（貝蕾帽少女〈慧琪·李維士（英语：Vicki Lewis）〉）
- 黑神鍋傳奇（艾羅薇公主（英语：Princess Eilonwy）〈蘇珊·謝里丹（英语：Susan Sheridan）〉）
- 救難小福星（阿潔〈崔絲·麥可奈利（英语：Tress MacNeille）〉）※東京電視台版。
- 忍者龜 (東京電視台版)（艾波·歐尼爾（英语：April O'Neil））※NHK-BS2版。
- 迷你樂一通（芭比兔）

### 廣播節目
- 動畫托比亞（日语：アニメトピア）
- 奔跑吧！歌謠曲（日语：日野ミッドナイトグラフィティ 走れ!歌謡曲）（負責週日，文化放送）
- Hyper Night（日语：はいぱぁナイト）（負責週一，KBS京都）
- SOMETHING DREAMS 多媒體倒數計時（日语：SOMETHING DREAMS マルチメディアカウントダウン）（擔任主持人至2002年為止，文化放送）
- 週刊Anime GrandPrix（JFN）
- 週日早安節（TOKYO FM）
- 週刊漫畫電台 出乎意料的Crocodile（TBS廣播）
- Akogare 動畫學園（文化放送）
- （FM大阪（日语：エフエム大阪））
- （短波電台，負責週二16時）
- （短波電台，負責週二）
- （2013年5月16日，TOKYO FM）

### 廣播劇CD
1991年
- CD劇場 勇者鬥惡龍I（日语：CDシアター ドラゴンクエスト）（米納）
- （白石彌生）
- Monster Maker（日语：モンスターメーカー） 廣播劇CD （黛安）

1992年
- 卡式錄音帶書 泉幻戰記 鳴動篇（日语：若木未生）（響子）
- 相聚一刻 PARTY ALBUM（七尾梢）

### 數位漫畫
- （2012年，草摩利律）[注 17]

### 旁白

#### 電視節目
東京電視台
- 開運鑑定團
  - 增加3倍有趣的鑑定團！恍然大悟骨董塾（日语：目からウロコの骨董塾）（BS JAPAN）
- 塔摩利的音樂就是世界！（日语：タモリの音楽は世界だ）
- 像褐灰雀那樣的不可思議瞬間！30秒以後絕對可以看到的TV（日语：ウソのような本当の瞬間!30秒後に絶対見られるTV）（2012年8月24日）

富士電視台
- - （2018年3月11日）
  - （2018年11月18日）
- 有吉君的正直散步（2019年7月27日，代班增岡弘）

TBS電視網
- TBS
  - 動物異想天開（日语：どうぶつ奇想天外!）
  - HIRUOBI！（日语：ひるおび!）：

- MBS
  - 世界逗留記（日语：世界ウルルン滞在記）→世界逗留記"Renaissance"（日语：世界ウルルン滞在記2008）

朝日電視台
- 突如其來！黃金傳說。
- 砂羽與可奈子的難以置信！這家店有多好吃（日语：砂羽と可奈子があの街の美味しいギャップ大発見!だけど食堂）

其它電視台
- 未來創造堂（日语：未来創造堂）（日本電視台）
- （NHK BS Premium）

#### 廣告
- 樂天「樂天SUPER SALE」

### 寫真集
- Perfect美衣奈（1985年發行）

### 特攝影集
1974年
- 超人力霸王雷歐（梅田薰）

2018年
- 超人力霸王R / B（布斯卡的配音[14]）

2019年
- 超人新生代紀事報（日语：ウルトラマン ニュージェネレーションクロニクル）（布斯卡的配音[27]）

### 電視劇
富士電視台
- 太陽照樣升起（日语：陽はまた昇る (1979年のテレビドラマ)） 第6話（1979年）小林秋子
- 青椒白書（日语：ピーマン白書）（1980年）學生

其它電視台
- （1975年，TBS、國際放映（日语：国際放映）共同製作）
- 夏天的國王（日语：夏の王様）（1982年，日本電視台）廣告出演

### 電影
- 有鯉魚的村子（1971年）祐子
- 旅路（1986年）紀美子的同學
- 板尾創路的逃獄王（日语：板尾創路の脱獄王）（2009年）
- THE NEXT GENERATION -PATLABOR- 大怪獸出現 前篇（日语：THE NEXT GENERATION -パトレイバー-）（2014年）本人客串[28]

### 錄影帶、DVD
- Private美衣奈
- Wagamama！（1987年）
- （2007年）企劃製作、導覽

### 舞台
- Project Review企劃製作
  - 吉米與喬安
  - MOTHER
- 富永美衣奈企劃製作
  - 民法732.5條
  - 4,380圓 現金從天空而降的夏天

### 綜藝節目
日本電視台
- 模仿大戰（日语：ものまねバトル）（在節目中上演模仿的有瀨川瑛子、中森明菜、濱崎步、森高千里、丹下櫻等人）
- GOB（GOB3 支援主持人）
- （2011年8月13日，與羽佐間道夫（日语：羽佐間道夫）、木村匡也（日语：木村匡也）共同以來賓身份上節目）

朝日電視台
- 獨家！女人的60分（日语：独占!女の60分）
- 30位動畫人物角色的臉讓你一次看個夠 春季新作特輯（日语：大胆MAP）（2008年4月6日播出）在節目中介紹富永她的配音代表作《魔法妖精貝露莎》主角速水貝露莎、《鄰家女孩》要角新田由加。

富士電視台
- 猜謎$百萬富翁（日语：クイズミリオネア）（與來賓挑戰者石坂浩二進行線上的電話連線）
- 北野藝人名鑑（日语：北野タレント名鑑）（2005年3月24日）
- Quiz！腦貝爾SHOW（日语：クイズ!脳ベルSHOW）（2018年10月3日－10月5日，BS富士）解答者

其它電視台
- Hello Kitty家族樂園 plus（日语：キティズパラダイス）（2003年－2005年，東京電視台）咪咪〈配音〉
- 奧特曼情報局（日语：ウルトラ情報局）（－2008年6月號，家庭劇場（日语：ファミリー劇場））以在《雷歐·奧特曼》飾演過梅田薰的來賓身份出演。

## 音樂作品

### CD
- a・ha！I'm 20
- mind
- VARIOUS
- Monster Maker 廣播劇CD 找出魔劍死亡之刃！（日语：モンスターメーカー#ドラマCD）（迪亞涅）

### 唱盤
- （《BIRTH（日语：BIRTH (OVA)）》形象歌曲）
- 停止！謊言少年

## 腳註

## 相關項目
- 矢尾一樹－前夫。
- 笠原弘子－一同參與音樂的企劃製作。

## 外部連結
- （日語）－富永美衣奈的官方個人部落格。
- 富永美衣奈｜東京俳優生活協同組合 （日語）
- mintAvenue所屬期間的聲優簡介 （日語）
- 富永美衣奈的X（前Twitter）
- 富永美衣奈 （页面存档备份，存于） （日語）－allcinema（日语：allcinema）